# Grand River (Ohio)
Pour les articles homonymes, voir Grand River (homonymie).
Grand River est un village américain situé dans le comté de Lake, dans l'Ohio. Selon le recensement de 2020, sa population est de 394 habitants.